# Криденер, Алексей Иванович
Алексей Иванович Криденер (Бурхард-Алексис-Константин Крюденер) (1746—1802) — российский государственный деятель, барон, тайный советник.
От брака с Варварой-Юлией фон Фитингоф имел сына П. А. Криденера. Племянник Криденера — Л. К. Криденер.

## Биография
Родился 13 июня (по другим данным 12 сентября) 1746 года в Либаве. Сын полковника шведской армии Валентина-Иоганна Криденера (1695—1751) от брака с Маргаретой фон Траутветтер.
Учился на факультете права Лейпцигского университета.
Начал карьеру в должности атташе русской миссии в Мадриде, потом был переведён в Варшаву секретарём представительства. Служил советником посольства в Курляндии (1779—1780), затем там же — посланник (1780—1784). Далее был посланником в Венеции (1784—1785), Баварии (1785—1786), Дании (1786—1794), Испании (1794—1797).
В ноябре 1799 года Павел I направил Криденера посланником в Берлин — спустя два месяца после приостановления отношений с Пруссией. 9 мая 1800 года пожалован орденом Св. Иоанна Иерусалимского командорского креста «...с экспектативой на первое Командорство в тысячу рублей, которое сделается вакантным...». При содействии Криденера с 16 по 28 июля 1800 года в Петергофе был подписан договор с Пруссией.
Алексей Иванович Криденер был незаурядной личностью. Он много путешествовал и его интересные записи впечатлений об увиденном свидетельствует о широком круге интересов и серьёзных знаниях. «Дневник путешествия барона Криденера в 1786 году» стоит в ряду воспоминаний об Италии, оставленными выдающимися людьми его времени: Монтенем, Гёте, Шатобрианом, де Сталь, Стендалем.
Он описал также общества Леона, Женевы, Лозанны, Капри. Будущий канцлер России — граф Карл Нессельроде (1780—1862), который служил в Берлине одним из молодых сотрудников Криденера, оставил следующие воспоминания о своём шефе:

«…В августе 1801 я находился в Берлине. Барон Криденер принял меня с особым участием. Поселил у себя, руководил моими первыми дипломатическими шагами, предоставил мне вместе со своим сыном (17-летним Павлом) курс гражданского права у знаменитого Ансилльона, тогда профессора истории в военной академии».

В письме из Берлина 10 ноября 1801 года Нессельроде вновь подтверждал своё мнение о Криденере:

«…У меня здесь достаточно возможностей, чтобы усовершенствовать мои знания и войти в курс дел с помощью барона Криденера, который без сомнения является одним из наших лучших специалистов».

Умер А. И. Криденер 2 июня 1802 года в Берлине от апоплексического удара.

### Семья
Криденер был трижды женат:
- с 1772 по 1775 годы — на Ребекке Свидленд;
- с 1777 по 1782 годы — на Еве-Марии Шик, дочери бургомистра Риги;
- с 1782 по 1792 годы — на Варваре-Юлии фон Фитингоф (1764—1824), впоследствии известной писательнице и религиозной деятельнице.
  - Дети — сын Павел-Людвиг (1784—1858), а также дочери — София-Изабелла-Доротея (1773—1847) и София-Юлия (1787—1865).